# Suhi siječanj
Suhi siječanj (eng. Dry January) kampanja je koju je razvila i provodi britanska dobrotvorna organizacija „Alcohol Change UK” u kojoj se ljudi prijavljuju za apstinenciju od alkohola tijekom mjeseca siječnja. Izraz „Dry January” registrirani je zaštitni znak i prvi put je registriran 2014. godine.
Kampanju je prvi put pokrenuo 2013. „Alcohol Concern” (sada se zove „Alcohol Change UK”). Emily Robinson započela je međunarodnu kampanju „Suhi siječanj” kada se pridružila Alcohol Concernu 2012., nakon što je prestala piti alkohol u siječnju 2011. kako bi se pripremila za polumaraton, primijetila je prednosti i da su ljudi zainteresirani za njezino iskustvo. Robinson je bila prva osoba koja je to pretvorila u kampanju. Otprilike u isto vrijeme Nicole Brodeur iz „The Seattle Timesa” napisala je kolumnu o svom prvom „suhom siječnju” motivirana prijateljicom koja je isto učinila nekoliko godina prije. 
U prvoj godini, 4000 ljudi prijavilo se za izazov „Suhi siječanj” i od tada mu je sve veća popularnost s 215 000 ljudi koji su se širom svijeta prijavili za sudjelovanje u 2024. Izazov „Suhi siječanj” odobrilo je javno zdravstvo Engleske 2015. godine, što je dovelo do velikog broja sudionika i stalnog povećanja broja sudionika iz godine u godinu. 
Istraživanje Sveučilišta u Sussexu objavljeno 2020. pokazalo je da su oni koji su se prijavili za sudjelovanje u izazovu „Suhi siječanj” koristeći besplatnu aplikaciju „Try Dry Alcohol Change UK” i/ili e-poštu za podučavanje imali dvostruko veću vjerojatnost da će imati mjesec potpuno bez alkohola, u usporedbi s oni koji sami pokušavaju izbjeći alkohol u siječnju, a šest mjeseci kasnije značajno su poboljšali dobrobit i zdravije pijenje.